# Спортивная байдарка
Спорти́вная байда́рка — лодка, предназначенная для спортивной гребли. Спортивные байдарки являются неразборными лодками. Гораздо более скоростные лодки, по сравнению с туристическими байдарками. В зависимости от назначения или вида спорта, бывают для Гладкой гребли (англ. flatwater), морские, для гребного слалома.
Спортивная байдарка — для гребли на байдарках и каноэ.
В развитие таких видов, как гребной слалом, морские гонки и серфинг на байдарках Россия (СССР) отставала от других стран. В этих видах распространено заимствованное именование этих лодок каяками. Международное краткое именование лодок: К-1 — байдарка одноместная, С-2 (англ. Canoe-2) — каноэ двуместное, К-4 (англ. Kayak-4) — байдарка четырехместная.
Спортивные байдарки более узкие и более длинные (по сравнению с любительскими туристическими байдарками). Для гребли в них необходимо удерживать равновесие.

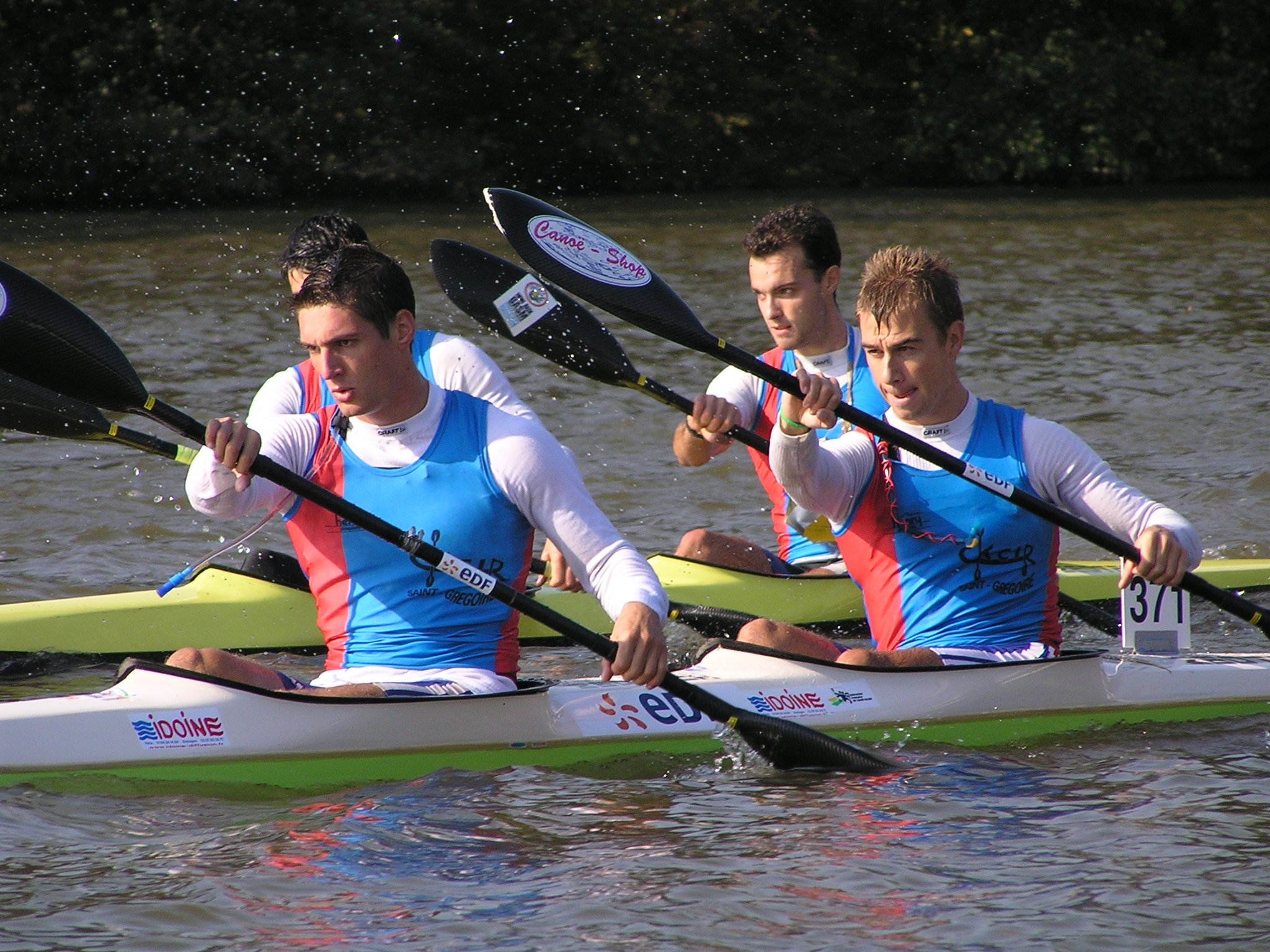
Гребля в байдарках-двойках на гладкой воде

## Спортивная байдарка для гладкой гребли

### История изменения конструкции
До середины 1970-х годов спортивные байдарки делались из дерева. Лучшие байдарки — из красного дерева. Самыми лучшими лодками считались байдарки, построенные краснодеревщиками из Дании. 
Широкое распространение стеклопластика в 1980-е упростило производство лодок. Производство пластиковых байдарок было и в СССР. Известные отечественные байдарки «Самаркандки». Но гидродинамические характеристики отечественных лодок уступали зарубежным. Поэтому, пластиковые лодки в большом количестве импортировались из ГДР. Эти лодки на жаргоне спортсменов-байдарочников называются «Немки».
В 90-2000-х годах произошла революция в совершенствовании лодок. Развитие компьютерной техники вывело на новый уровень гидродинамические расчеты и гидродинамическое моделирование. Выяснилось, что существующая форма байдарки далека от идеала. Была разработана принципиально новая конструкция байдарки. Спортивная байдарка стала более узкой. Ходовая часть лодки получила совершенно новую форму. Современные стекло- и углепластики позволили реализовать новою форму в современных лодках.

### Количество мест в спортивных байдарках
На гладкой воде проводятся соревнования для одноместных (К-1), двуместных (К-2) и четырехместных байдарках (К-4). 
Для тренировочных целей возможно существование и трехместных байдарок, сделанных по специальному заказу. Так по специальному заказу сборной СССР была изготовлена трехместная байдарка.

### Весло для спортивной гребли на гладкой воде
Гребля одним веслом с двумя лопастями — отличительная особенность байдарки. Лопасти спортивного весла расположены не в одной плоскости (лопасти в одной плоскости чаще всего используют начинающие туристы-байдарочники, гребля получается менее эргономичной, зато быстрее осваивается), а в разных плоскостях, повернутых относительно друг друга на угол до 90 градусов. Это сделано для облегчения и ускорения выноса весла из воды. Перед выносом весло поворачивается и становится перпендикулярным к плоскости воды. 
Угол между лопастями весла спортсмен устанавливает в зависимости от своих индивидуальных особенностей. Обычно рекомендуется угол чуть меньше 90 градусов.

#### Краткая история изменения конструкции спортивного весла
Первые весла делались из дерева. Лопасть весла, как правило, была каплевидной формы. Края лопасти весла старались загнуть, насколько это позволяла технология работы с фанерой. Опорную сторону лопасти весла старались сделать более вогнутую. Это позволяет захватывать и удерживать на лопасти больший объем воды. 
С появлением стеклопластиков, стало возможным (в конце 1980-х годов) создание весла с закругленными лопастями. Появились так называемые "Ложки". Весло было похоже на ложку. Но эта форма не оказалось оптимальной. Затем "Ложку" сменил "Винт". Лопасть нового весла была закручена, то есть появился угол между плоскостью у основания лопасти (там где лопасть крепится к цевью весла) и плоскостью края весла.

### Посадка гребца и управление лодкой
Гребец на спортивной байдарке сидит на специальном твердом анатомическом сидении, которое назывется "Сляйд". Ногами упирается в специальный упор для ног (подножка). 
Рулевое управление располагается прямо над упором для ног. Гребец рулит лодкой смещением рулевого рычага вправо или влево. От рулевого рычага усилие передается тонкими стальными тросами к рулевому лопасти лодки. 

### Примеры современных лодок
Современные модели спортивных байдарок можно увидеть на сайтах компаний-производителей спортивных байдарок и каноэ.
Таких, как: "NELO" (Португалия), "Plastex Composite" (Польша).

## Спортивная байдарка для гребного слалома

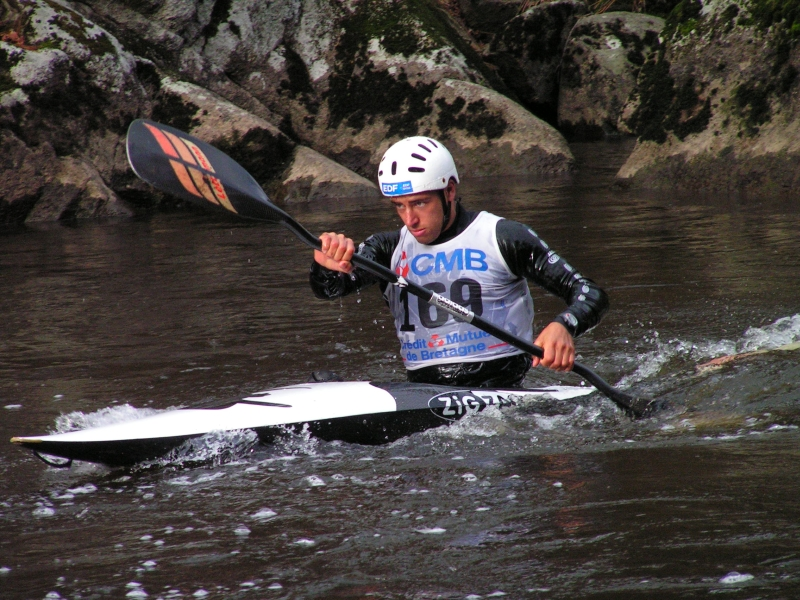
Гребной слалом на байдарке

Предназначена для гребного слалома. Прохождение дистанции слалома по бурной воде выдвигает совершенно иные требования к конструкции байдарки. Слаломной байдарке (Каяку) необходимо обладать высокая маневренностью и устойчивостью. Лодка более короткая, широкая, дно более плоское. 
Посадка гребца должна позволять удерживаться в лодке в мощном водяном потоке.  

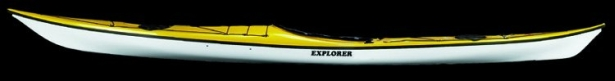
Морской туристический каяк. Вид сбоку.

## Морские спортивные байдарки (Surfski)
Морские спортивные байдарки Surfski, в отличие от морских каяков, не имеют коленных упоров, что уменьшает контроль корпуса лодки, и исключает эскимосский переворот, но позволяет эффективно использовать ноги при гребле, как на спортивных байдарках для гладкой воды. Корпус не имеет возможности установки юбки, но и исключает затопление при захлёстывании волной, так как посадочное место гребца изолировано от остального объёма, также обязательно есть дренажные отверстия, которые позволяют сливать воду от подобных захлёстываний во время движения. Также, характерным отличием является большой, относительно классической олимпийской байдарки, руль, который смещён по хвосту вперёд для сохранения контроля при сёрфинге на попутной волне, так как в этот момент задняя часть хвоста часто поднимается из воды. Сами лодки такие же узкие, как и спортивные байдарки для гладкой воды, но по длине больше, примерно 6.5 метров.